# Ufer

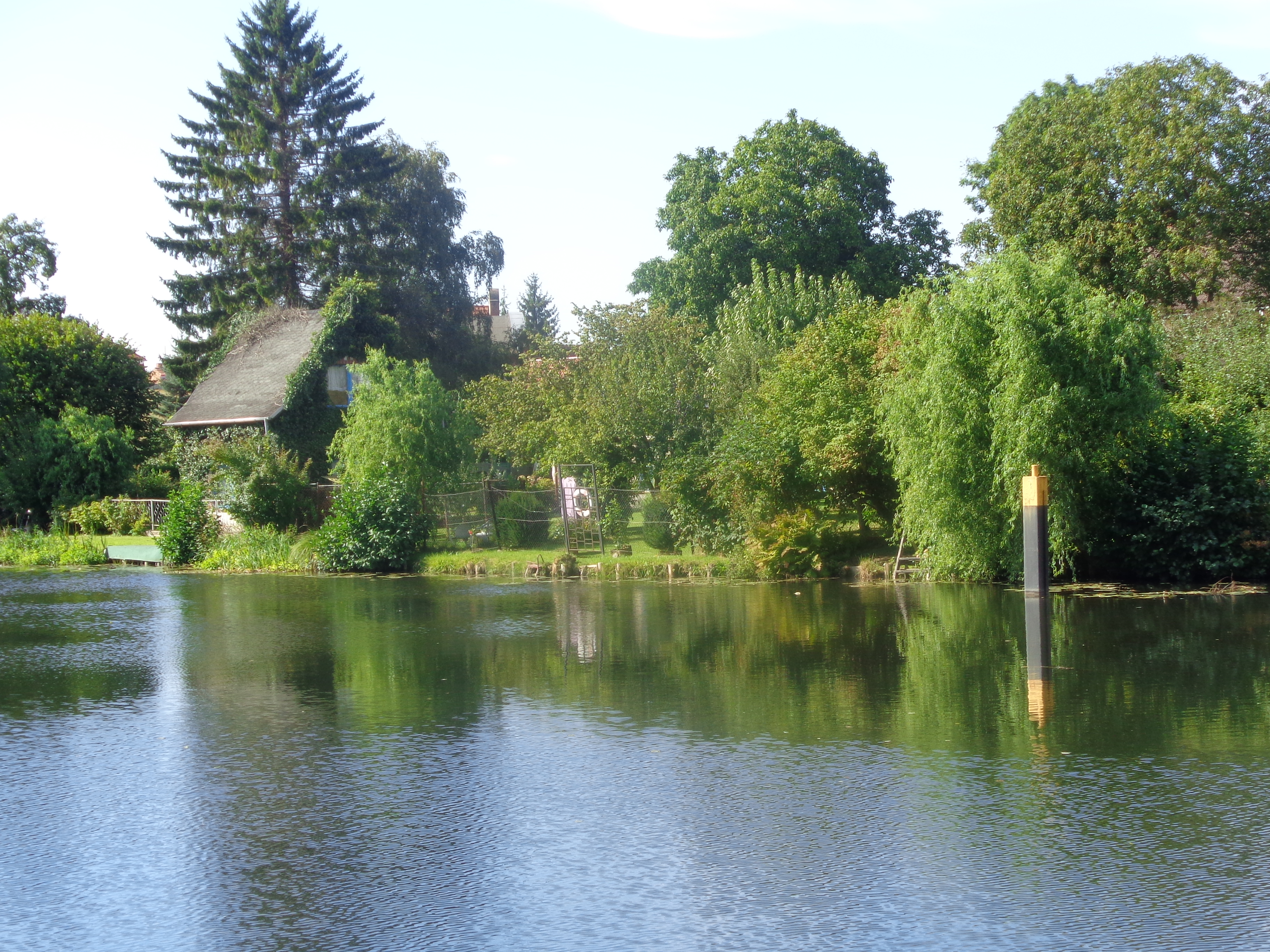
Eldeufer in Lübz

Rechtes und linkes Ufer

Das Ufer ist die an einem Gewässer unmittelbar anschließende Landfläche. Bei Fließgewässern kann man ausgehend von der Fließrichtung das rechte und linke Ufer eindeutig festlegen.

## Formen
Die Fläche des Uferbereichs variiert durch den schwankenden Wasserstand und durch erosions- und strömungsbedingte Landzugänge und -abgänge.
Uferformen sind:
- Böschung (ein mehr oder weniger steiles, meist bewachsenes Ufer)
- künstliche Uferwand aus Stahl (Spundwand), Beton oder Holz bei Kanälen, Häfen oder Anlegestellen – oft als Kai
- Strand aus Sand oder Kies
- Wiese oder Salzwiese

Die folgenden Ausführungen beziehen sich auf die Ufer von Binnengewässern, zu Meeresufern siehe den Artikel Küste.

## Uferbereich
Allgemein als Uferbereich wird der Grenzbereich zwischen Wasser und Festland bezeichnet, ohne klare Festlegung der räumlichen Grenzen in unmittelbarer Nähe dieser Grenzfläche.
In der Regel sind große Teile der Uferbereiche durch einen variablen Wasserstand, Wasserhaushalt und standorttypische Vegetation gekennzeichnet. Zum Uferbereich gehören sowohl der Gewässerrandstreifen
als auch die anschließende Uferzone mit ihren Strukturgliedern und die abschließende Außenuferzone. An das Ufer kann landseitig ein Auwald anschließen.
Ufervegetation und Uferbereiche haben einen hohen ökologischen Wert. Wegen ihrer Bedeutung für die Artenvielfalt sollen natürliche und naturnahe Bestände im Sinne des Naturschutzes erhalten, möglichst aufgewertet, revitalisiert und renaturiert werden.

### Gewässerrandstreifen
In Deutschland definiert sie das Wasserhaushaltsgesetz als „das Ufer und den Bereich, der an das Gewässer landseits der Linie des Mittelwasserstandes angrenzt“ und im Außenbereich regelmäßig 5 m misst „ab der Linie des Mittelwasserstandes, bei Gewässern mit ausgeprägter Böschungsoberkante ab der Böschungsoberkante“. Sie dienen „der Erhaltung und Verbesserung der ökologischen Funktionen oberirdischer Gewässer, der Wasserspeicherung, der Sicherung des Wasserabflusses sowie der Verminderung von Stoffeinträgen aus diffusen Quellen“. Die Grundstückseigner und -nutzer sollen sie und damit diese Funktionen erhalten. So sind Bauliche Anlagen, das Entfernen oder der Wuchs bestimmter Bäume und Sträucher, Bodenumbruch, Umgang mit wassergefährdenden Stoffen -außer Pflanzenschutz- und Düngemitteln- und auch nur kurze Materiallagerungen, die einen Hochwasserabfluss behindern könnten, dort verboten oder stark reglementiert. Einzelne Abweichungen können die Bundesländer in ihren Wassergesetzen regeln. In Baden-Württemberg, Sachsen und Thüringen beispielsweise ist die Breite von Gewässerrandstreifen im Außenbereich auf 10 Meter erhöht.

### Uferzone
Die Uferzone (Litoral) ist der schmale Grenzraum von Gewässern mit linearer Struktur (der Landnutzung), schwankendem Wasserhaushalt und eindeutigen Grenzen. Die Uferzone wird vom Gerinne eines Fließgewässers durch die Mittelwasserlinie bzw. Uferlinie auf der Wasserseite scharf abgegrenzt. Auf der Landseite kann die Uferzone klar von der angrenzenden (eher flächigen) Nutzfläche unterschieden werden (Grenzlinien sind z. B. Ackerrandfurche, Weidezaun, Bebauungsrand, Straßenrand, Rand einer versiegelten Fläche etc.).
Die Uferzonen von Waldparzellen sind aufgrund der vergleichbaren Bestockung und des zumeist kontinuierlichen Übergangs nicht eindeutig abgrenzbar, weshalb im Wald ein Maximalwert von 15 m bzw. 25 m Breite angenommen wird.
Uferzonen können aus verschiedenen Uferzonen-Strukturgliedern bestehen, z. B. Uferstreifen, verkrautete Bereiche, Ufergehölzzone und Uferböschungen. Uferzonen treten meistens beidseitig der Gewässer auf, sind aber bei starker Überbauung (häufig im dicht besiedelten Terrain) in Abschnitten teilweise nicht vorhanden (0 m Breite z. B. bei Eindolung, Verrohrung, Gerinne-Kanalisierung, Brücken, Überbauung).
Die Uferzone ist immer Teil vom nicht eindeutig abgetrennten Uferbereich.

#### Uferböschung

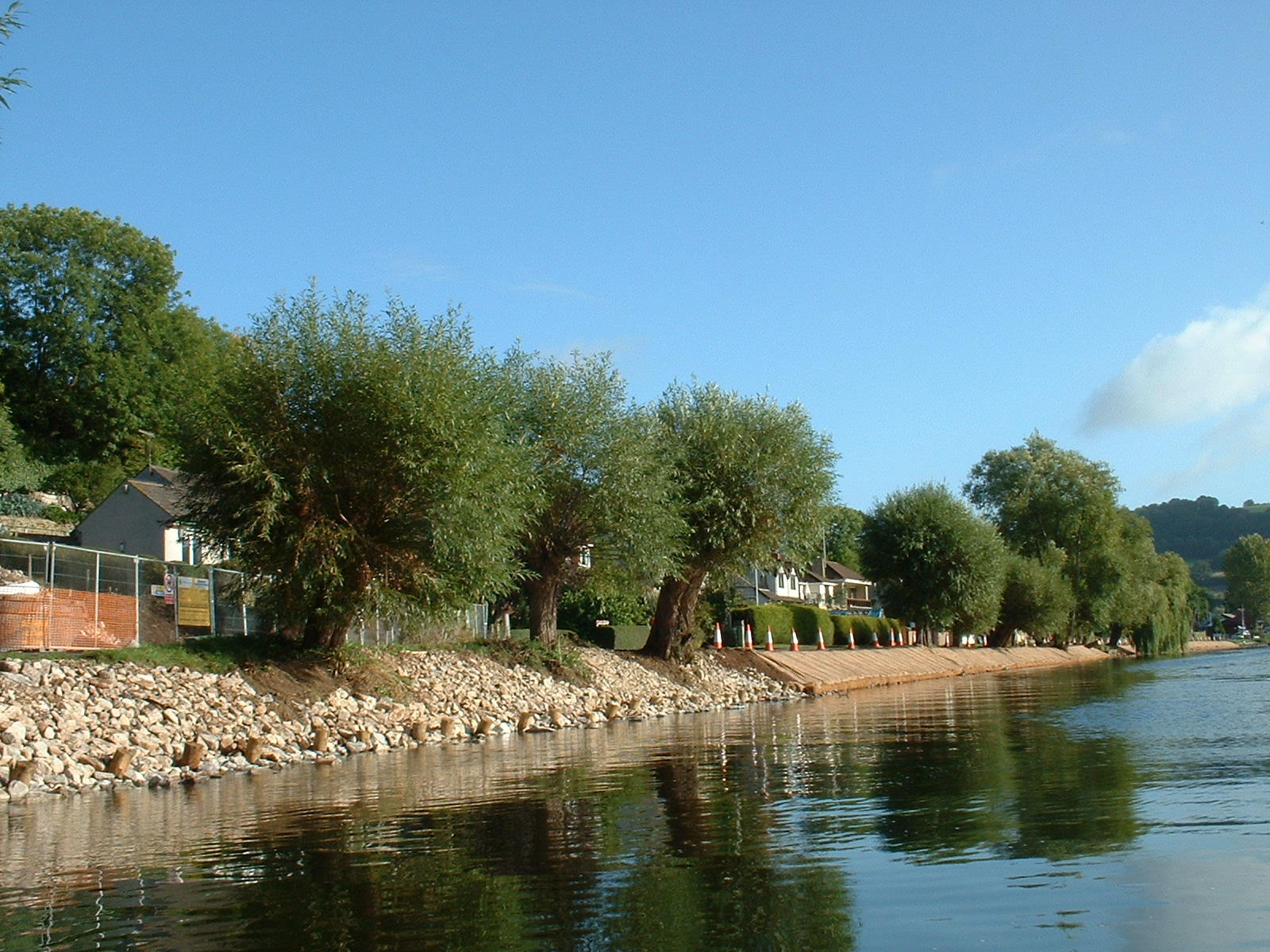
Uferböschung des River Avon (Severn, Bristol)

Steiler wasserseitiger Teil der Uferzone, der durch fluviatile Erosion (Tiefenerosion, Seitenerosion, Ufererosion) entstand und aufgrund anhaltender fluvialer Unterschneidung erhalten bleibt. Die Uferböschung grenzt direkt an das Flussbett und ist wegen des geringeren Lichteinfalls (überstehende Bäume der Ufergehölzzone) und der großen Hangneigung häufig nur spärlich bewachsen.
Oberflächengebundener Stoffaustrag ins Gewässer findet aus diesem Teil der Uferzone – erosiv und zumeist fluvial initiiert – in besonderem Maße statt. In Feuchtgebieten, Sumpfgebieten, Stillgewässern und ähnlichen Landschaftsräumen mit geringem Grundwasserflurabstand ist teilweise keine Uferböschung ausgebildet.

#### Ufergehölzzone
Normalerweise sind die Ufer von großen wie von kleineren Fließgewässern von Gehölzen bewachsen. Den Gehölzen auf der Wasserseite vorgelagert sind bei größeren Fließgewässern manchmal im Sommer Spülsaum-Gesellschaften kurzlebiger Arten, die auf dem zeitweise trockenfallenden Gewässergrund, bei stark schwankenden Wasserständen, keimen können. Entlang der Wasserlinie ist gelegentlich eine Röhrichtzone ausgebildet, die aber auch ganz fehlen kann. Typisch für die Röhrichte der Fließgewässer ist Rohrglanzgras (Phalaris arundinacea), das stärker strömungsertragend ist als die typischen Arten der Stillwasserröhrichte. Schilfrohr (Phragmites australis) kommt nur entlang langsam fließender Gewässer, meist im Flachland, zur Vorherrschaft. Entlang der quellig-sumpfigen Ufer kleiner Fließgewässer kann die Gewöhnliche Pestwurz (Petasites hybridus) Säume aufbauen.
Die Ufergehölze entlang der Gewässer sind normalerweise die wasserseitige Ausbildung der Auwälder der Flussaue. Heute ist die Aue oft vom Menschen genutzt und die ehemaligen Wälder in andere Vegetationsformen überführt, so dass nur ein schmales, Galeriewald-artiges Gehölz entlang der Ufer übrigbleibt. Die Gehölzvegetation dieses Bands entspricht aber derjenigen des eigentlichen Auwalds. Die Baumartenzusammensetzung des Walds ist je nach Höhenlage, Standort und Gefälle verschieden.
Entlang der Flüsse des Alpenraums bilden auf den Schotterbänken der Uferzone die Lavendel-Weide Salix eleagnos und die Reif-Weide (Salix daphnoides) niedrige Gehölze aus. Diese werden landseitig von Wäldern der Grau-Erle (Alnus incana) abgelöst. In Wäldern tieferer Lagen bildet an großen Fließgewässern die Silber-Weide (Salix alba), oft mit Bruch-Weide (Salix fragilis) und weiteren Arten, Ufergehölze aus, die der Weichholzaue entsprechen. Diese sind vom Menschen oft durch Pappelforsten ersetzt worden. Entlang kleinerer Fließgewässer überwiegen Uferwälder aus Gemeiner Esche (Fraxinus excelsior) und Schwarz-Erle (Alnus glutinosa), oft begleitet von Feldulme (Ulmus minor) und Flatterulme (Ulmus laevis). Oft bildet die Schwarzerle ein schmales Band entlang der eigentlichen Uferlinie, da sie auch unterhalb des Grundwasserspiegels wurzeln kann. Die Waldgesellschaften werden als Bach-Erlen-Eschenwald (Carici-remotae-Fraxinetum) und Hainmieren-Schwarzerlen-Bachwald (Stellario nemorum-Alnetum glutinosae) gefasst. In tieferen Lagen wird er vom Traubenkirschen-Eschenwald (Pruno-Fraxinetum), unter Beteiligung der Traubenkirsche (Prunus padus), abgelöst. Nur selten erreichen auch die Arten der Hartholzaue, wie etwa die Stieleiche (Quercus robur) die eigentliche Uferzone.
Naturnahe Ufergehölzonen können sowohl als Erosionschutzmaßnahme als auch zur Verbesserung der Gewässerstruktur mit ingenieurbiologischen Bauweisen z. B. in Form von Steckholz- oder Setzstangenpflnazungen als auch durch gesicherte Gehölzpflanzungen in eine Reisigabdeckung erfolgen.